# Altenfelden
Altenfelden är en ort och kommun i Österrike. Den ligger i distriktet Rohrbach i förbundslandet Oberösterreich, 180 kilometer väster om huvudstaden Wien. 
Kommunen består av 22 orter (Ortschaften) (inom parentes invånarantal 1 januari 2024):

- Altenfelden (1 183)
- Atzesberg (45)
- Blumau (116)
- Doppl (14)
- Fraunschlag (57)
- Freileben (36)
- Godersdorf (80)
- Haselbach (104)
- Hühnergeschrei (70)
- Hörhag (128)
- Langhalsen (32)
- Mairhof (38)
- Neundling (57)
- Oberfeuchtenbach (50)
- Panholz (22)
- Starling (9)
- Starz (12)
- Steinerberg (60)
- Unteredt (47)
- Unterfeuchtenbach (66)
- Weigert (28)
- Wollmannsberg (39)